# Judith Kahan
Judith Kahan (Roslyn Heights, 24 maggio 1948) è un'attrice e sceneggiatrice statunitense, attiva in campo teatrale, televisivo e cinematografico.
Ha iniziato a recitare a teatro negli anni settanta, quando apparse nella produzione originale del musical A Little Night Music a Broadway nel 1973, ma alla carriera teatrale sostituì poi quella cinematografica e televisiva, sia in veste di attrice che scrittrice di sceneggiature.
Dal 1982 è sposata con l'attore Steven Kampmann, da cui ha avuto i quattro figli Christopher, Robert, William e Michael.

## Filmografia parziale

### Attrice

#### Cinema
- Il sentiero dei ricordi (Stealing Home), regia di Steven Kampmann (1988)
- Hot Shots!, regia di Jim Abrahams (1991)
- Hot Shots! 2 (Hot Shots! Part Deux), regia di Jim Abrahams (1993)
- Mi sdoppio in 4 (Multiplicity), regia di Harold Ramis (1996)
- Terapia e pallottole (Analyze This), regia di Harold Ramis (1999)

#### Televisione
- Doc – serie TV, 10 episodi (1975-1976)
- All's Fair – serie TV, 24 episodi (1976-1977)
- Lou Grant – serie TV, 1 episodio (1977)
- Arcibaldo (All in the Family) – serie TV, 1 episodio (1978)
- Bravo Dick (Newhart) – serie TV, 1 episodio (1982)
- A cuore aperto (St. Elsewhere) – serie TV, 1 episodio (1985)
- La famiglia Hogan (The Hogan Family) – serie TV, 11 episodi (1986-1987)
- Ferris Bueller – serie TV, 13 episodi (1990-1991)
- Un medico tra gli orsi (Northern Exposure) – serie TV, 1 episodio (1991)
- Civil Wars – serie TV, 2 episodi (1993)

### Sceneggiatrice

#### Televisione
- A cuore aperto (St. Elsewhere) – serie TV, 2 episodi (1986)
- Moonlighting – serie TV, 1 episodio (1988)
- Providence – serie TV, 1 episodio (1999)